# Vråhålan
Vråhålan este o arie protejată (arie specială de conservare — SAC, sit de importanță comunitară — SCI) din Suedia întinsă pe o suprafață de 71,3 ha, integral pe uscat.

## Localizare
Centrul sitului Vråhålan este situat la coordonatele 58°11′07″N 13°28′20″E / 58.1852°N 13.4722°E.

## Înființare
Situl Vråhålan a fost declarat sit de importanță comunitară în decembrie 1998 pentru a proteja . Situl a fost protejat și ca arie specială de conservare în martie 2011.

## Biodiversitate
Situată în ecoregiunea boreală, aria protejată conține 6 habitate naturale: Păduri caducifoliate de mlaștină fino-scandinave, Păduri de stejar sau de stejar și carpen sub-atlantice și medio-europene de Carpinion betuli, Mlaștini alcaline, Păduri fino-scandinave bogate în ierburi cu Picea abies, Grohotișuri silicioase de la nivelul montan până la nivelul zăpezii (Androsacetalia alpinae și Galeopsietalia ladani), Taiga vestică.
La baza desemnării sitului se află un număr nedeclarat de specii protejate: